# Daniel 8
Dans l'Ancien Testament, le chapitre 8 du Livre de Daniel présente la vision d'un bélier et d'un bouc.

## Texte
« Lorsque j'eus cette vision, il me sembla que j'étais à Suse, la capitale, dans la province d'Élam; et pendant ma vision, je me trouvais près du fleuve d'Ulaï. Je levai les yeux, je regardai, et voici, un bélier se tenait devant le fleuve, et il avait des cornes; ces cornes étaient hautes, mais l'une était plus haute que l'autre, et elle s'éleva la dernière. Je vis le bélier qui frappait de ses cornes à l'occident, au septentrion et au midi; aucun animal ne pouvait lui résister, et il n'y avait personne pour délivrer ses victimes; il faisait ce qu'il voulait, et il devint puissant. Comme je regardais attentivement, voici, un bouc venait de l'occident, et parcourait toute la terre à sa surface, sans la toucher; ce bouc avait une grande corne entre les yeux. Il arriva jusqu'au bélier qui avait des cornes, et que j'avais vu se tenant devant le fleuve, et il courut sur lui dans toute sa fureur. Je le vis qui s'approchait du bélier et s'irritait contre lui; il frappa le bélier et lui brisa les deux cornes, sans que le bélier eût la force de lui résister; il le jeta par terre et le foula, et il n'y eut personne pour délivrer le bélier. Le bouc devint très puissant; mais lorsqu'il fut puissant, sa grande corne se brisa. Quatre grandes cornes s'élevèrent pour la remplacer, aux quatre vents des cieux. De l'une d'elles sortit une petite corne, qui s'agrandit beaucoup vers le midi, vers l'orient, et vers le plus beau des pays. Elle s'éleva jusqu'à l'armée des cieux, elle fit tomber à terre une partie de cette armée et des étoiles, et elle les foula. Elle s'éleva jusqu'au chef de l'armée, lui enleva le sacrifice perpétuel, et renversa le lieu de son sanctuaire. L'armée fut livrée avec le sacrifice perpétuel, à cause du péché; la corne jeta la vérité par terre, et réussit dans ses entreprises. J'entendis parler un saint; et un autre saint dit à celui qui parlait: Pendant combien de temps s'accomplira la vision sur le sacrifice perpétuel et sur le péché dévastateur? Jusques à quand le sanctuaire et l'armée seront-ils foulés? Et il me dit: Deux mille trois cents soirs et matins; puis le sanctuaire sera purifié. Tandis que moi, Daniel, j'avais cette vision et que je cherchais à la comprendre, voici, quelqu'un qui avait l'apparence d'un homme se tenait devant moi. Et j'entendis la voix d'un homme au milieu de l'Ulaï; il cria et dit: Gabriel, explique-lui la vision. Il vint alors près du lieu où j'étais; et à son approche, je fus effrayé, et je tombai sur ma face. Il me dit: Sois attentif, fils de l'homme, car la vision concerne un temps qui sera la fin. Comme il me parlait, je restai frappé d'étourdissement, la face contre terre. Il me toucha, et me fit tenir debout à la place où je me trouvais. Puis il me dit: Je vais t'apprendre, ce qui arrivera au terme de la colère, car il y a un temps marqué pour la fin. Le bélier que tu as vu, et qui avait des cornes, ce sont les rois des Mèdes et des Perses. Le bouc, c'est le roi de Javan, La grande corne entre ses yeux, c'est le premier roi. Les quatre cornes qui se sont élevées pour remplacer cette corne brisée, ce sont quatre royaumes qui s'élèveront de cette nation, mais qui n'auront pas autant de force. À la fin de leur domination, lorsque les pécheurs seront consumés, il s'élèvera un roi impudent et artificieux. Sa puissance s'accroîtra, mais non par sa propre force; il fera d'incroyables ravages, il réussira dans ses entreprises, il détruira les puissants et le peuple des saints. À cause de sa prospérité et du succès de ses ruses, il aura de l'arrogance dans le cœur, il fera périr beaucoup d'hommes qui vivaient paisiblement, et il s'élèvera contre le chef des chefs; mais il sera brisé, sans l'effort d'aucune main. Et la vision des soirs et des matins, dont il s'agit, est véritable. Pour toi, tiens secrète cette vision, car elle se rapporte à des temps éloignés. »